# Baía da Lua

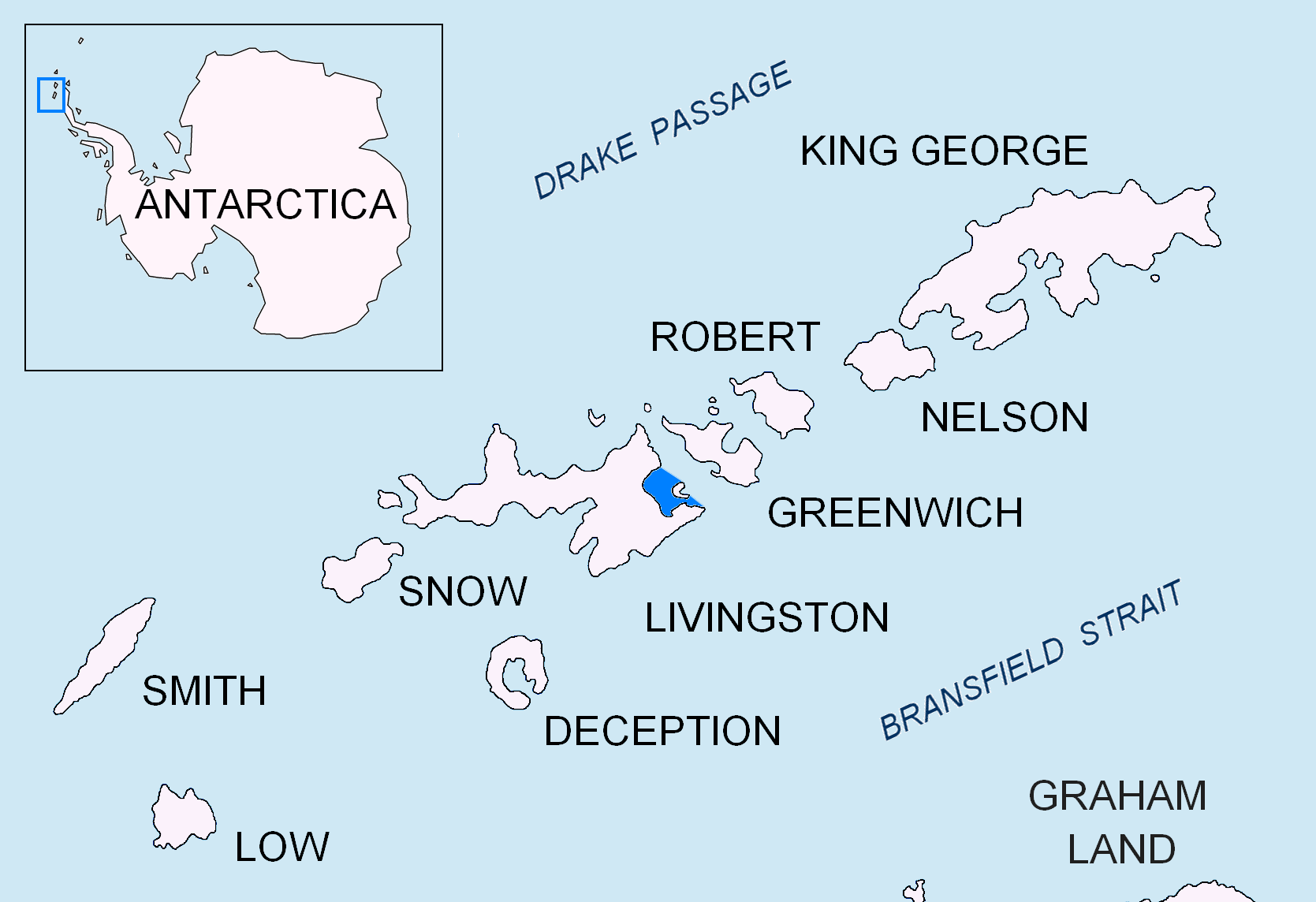
Localização da Baía da Lua, ilha de Livinston, nas ilhas Chetland do Sul.

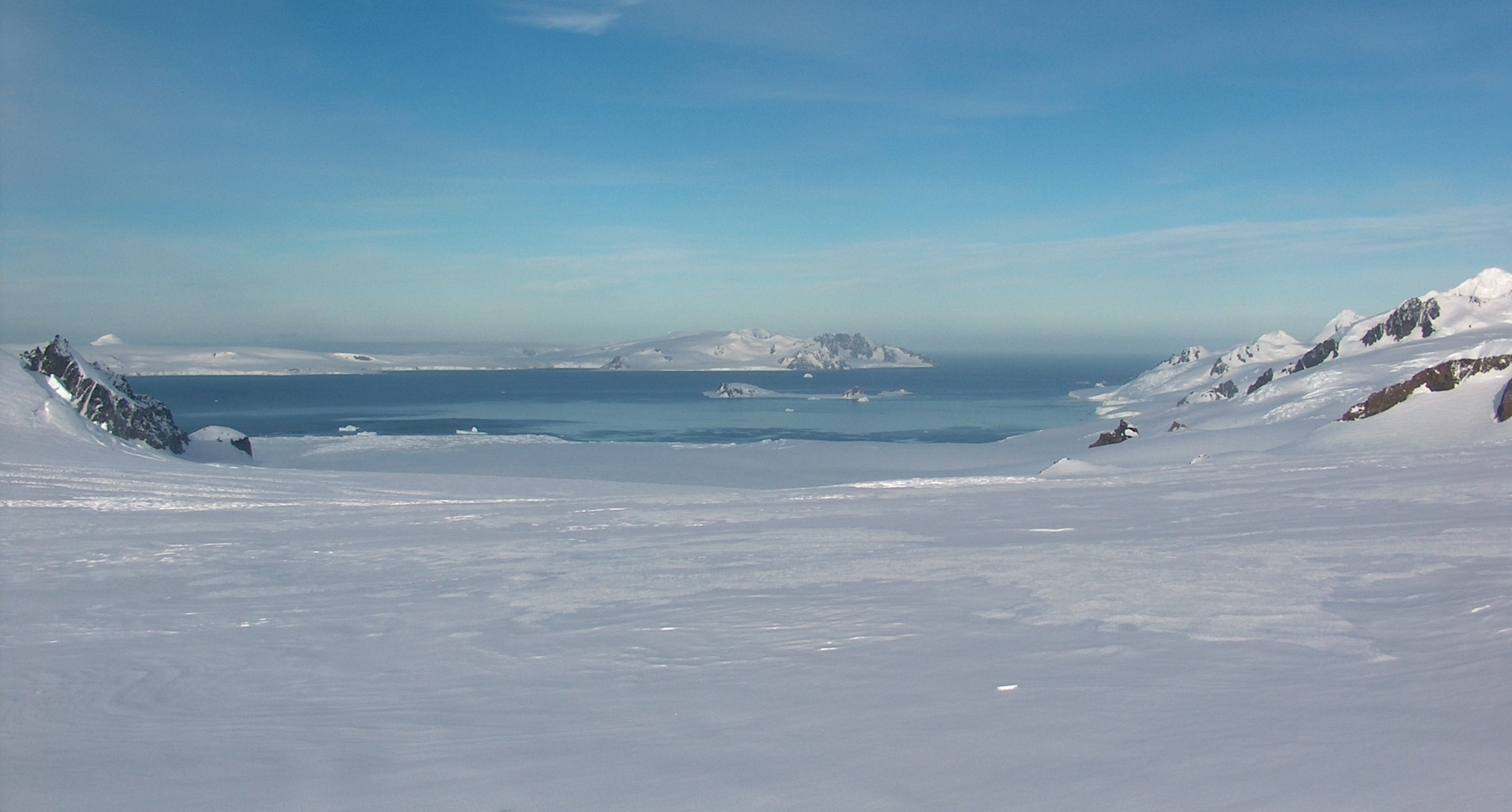
Moon Bay do Camp Academia, com Half Moon Island e Greenwich Island ao fundo.

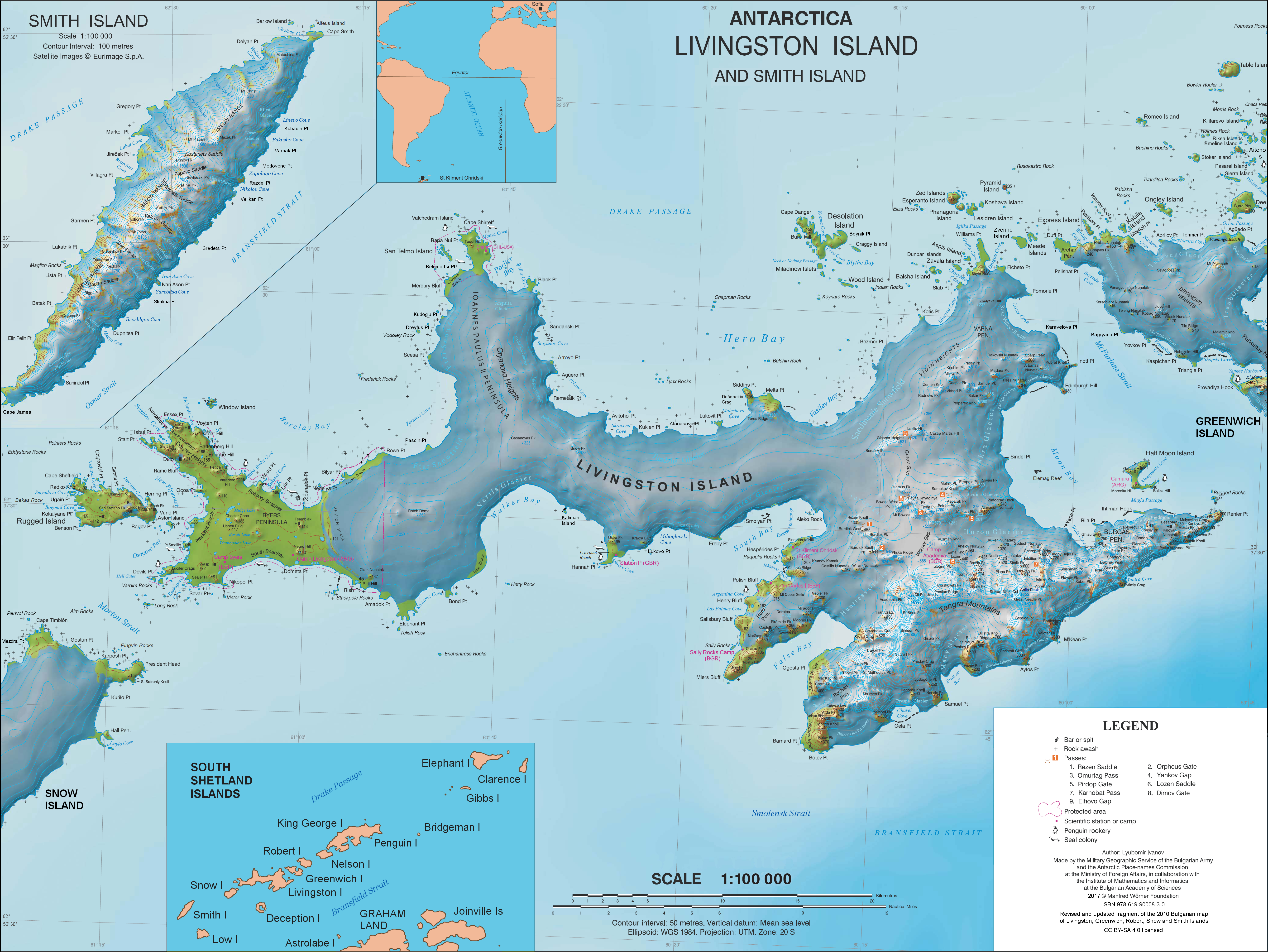
Mapa topográfico da ilha de Livingston.

Moon Bay é uma baía de 7 milhas náuticas (13 km)   largura que recua 4 milhas náuticas (7 km) entre Edinburgh e Renier Point, no lado leste da ilha de Livingston, nas ilhas Shetland do Sul na Antártida. 
A baía era conhecida pelos aferidores na área já em 1821. Foi recarregado em 1935 pelo pessoal da Discovery Investigations no Discovery II e provavelmente nomeado por eles para a vizinha Ralf Lua, que fica na entrada da baía. 

## Mapas
- Ilhas Shetland do Sul. Mapa topográfico da escala 1: 200000. Folha DOS 610 W 62 60. Tolworth, Reino Unido, 1968.
- Ilhas Shetland do Sul. Mapa topográfico da escala 1: 200000. DOS 610 Folha W 62 58. Tolworth, Reino Unido, 1968.
- Ilhas Livingston e Decepción. Mapa topográfico em escala 1: 100000. Madri: Serviço Geográfico do Exército, 1991.
- LL Ivanov et al. Antártica: Livingston Island e Greenwich Island, Ilhas Shetland do Sul . Escala 1: 100000 mapa topográfico. Sofia: Comissão Antártica de Nomes de Lugares da Bulgária, 2005.
- LL Ivanov. Antártica: Ilhas Livingston e Greenwich, Robert, Snow e Smith. Escala 1: 120000 mapa topográfico. Troyan: Fundação Manfred Wörner, 2009. ISBN 978-954-92032-6-4
- Banco de dados digital antártico (ADD). Escala 1: 250000 mapa topográfico da Antártica. Comitê Científico de Pesquisa Antártica (SCAR), 1993–2016.